# Lethrus mediocris
Lethrus mediocris es una especie de coleóptero de la familia Geotrupidae.

## Distribución geográfica
Habita en Turquestán.